# Hökerums landskommun
Hökerums landskommun var en tidigare kommun i dåvarande Älvsborgs län.

## Administrativ historik
Kommunen bildades som så kallad storkommun vid kommunreformen 1952 genom sammanläggning av de tidigare landskommunerna Fänneslunda, Grovare, Hällstad, Härna, Kärråkra, Murum, Möne, Södra Ving, Södra Vånga och Varnum. Den fick sitt namn efter tätorten Hökerum.
Landskommunen ombildades 1 januari 1971 till Hökerums kommun vid kommunreformen 1971.
Kommunen upphörde med utgången av år 1973, då dess område lades samman med Ulricehamns kommun.

### Kyrklig tillhörighet
I kyrkligt hänseende tillhörde kommunen församlingarna Fänneslunda, Grovare, Hällstad, Härna, Kärråkra, Murum, Möne, Södra Ving, Södra Vånga och Varnum.

## Geografi
Hökerums landskommun omfattade den 1 januari 1952 en areal av 254,84 km², varav 240,28 km² land.

### Tätorter i kommunen 1960
I Hökerums landskommun fanns tätorten Hökerum, som hade 256 invånare den 1 november 1960. Tätortsgraden i kommunen var då 8,2 procent.

## Politik

### Mandatfördelning i valen 1950-1970
| 4 | 16 | 5 | 10 |

| 35 |

| 5 | 13 | 5 | 12 |

| 34 |

| 4 | 15 | 4 | 12 |

| 34 |

| 5 | 15 | 4 | 11 |

| 35 |

| 5 | 15 | 4 | 11 |

| 32 |

| 5 | 16 | 5 | 9 |

| 32 |